# Geschinen

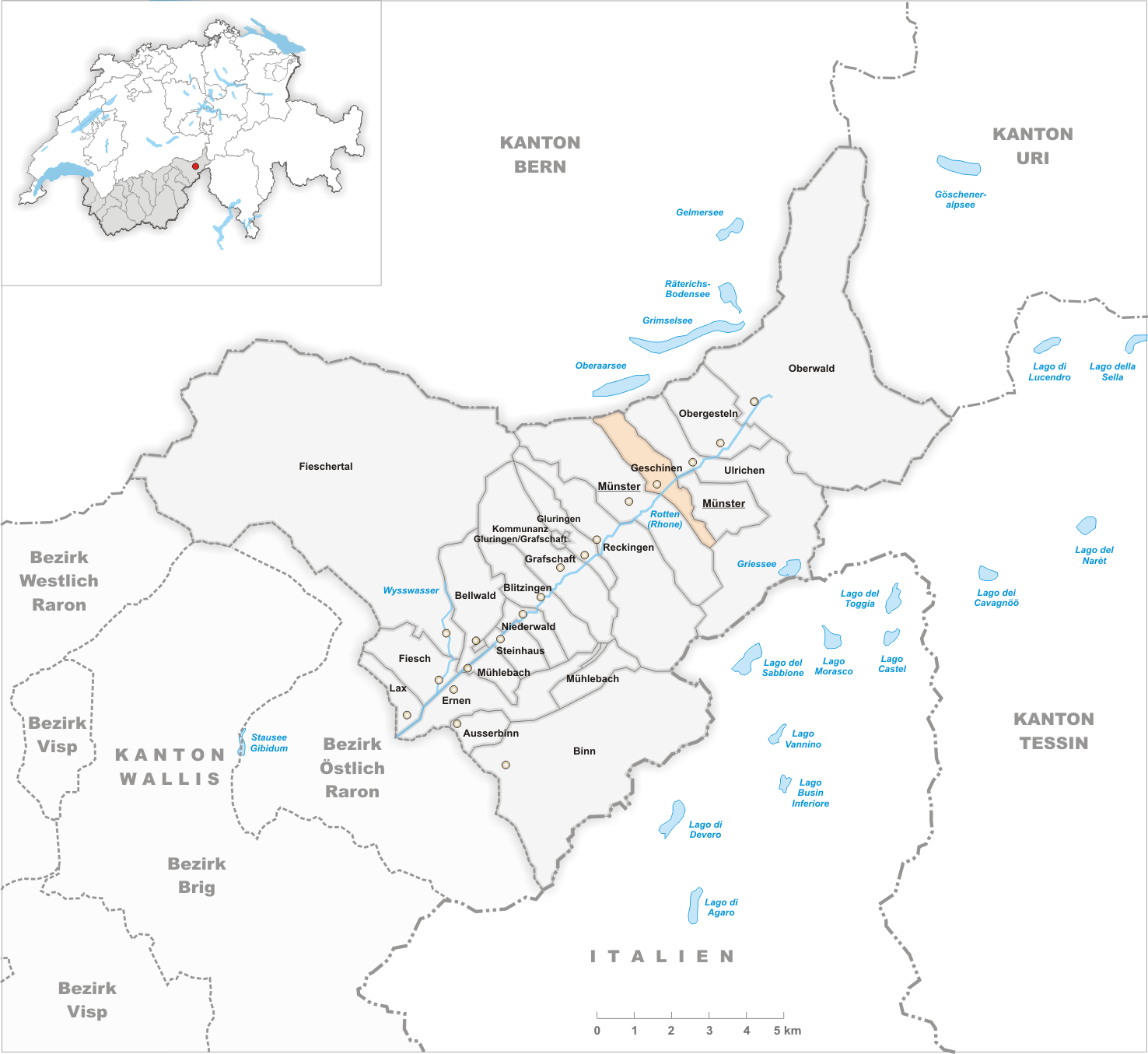
Gemeindestand vor der Fusion am 1. Oktober 2004

Geschinen (walliserdeutsch [ˈgeʃ(ː)ənə]) ist ein Ort im Bezirk Goms im deutschsprachigen Teil des Schweizer Kantons Wallis.

## Gemeindefusion
Seit 2017 gehört er zur Munizipalgemeinde Goms.

## Geschichte
Der Ort wird erstmals 1327 als Gessinon urkundlich erwähnt. Der Ortsname geht auf lombardisch cassina zurück, was «Sennhütte, Alphütte, Meierei, Käserei» bedeutet.
Im Lawinenwinter 1999 wurde am östlichen Rand des Dorfes ein Wohnhaus durch eine Lawine zerstört. In der Folge wurde der Lawinenschutzdamm mit Material aus dem Rückbau des Militärflugplatzes in Ulrichen erhöht. In der Folge entstand eine Seenlandschaft.
Früher eine selbständige Munizipalgemeinde, schloss es sich 2005 mit Münster zur Munizipalgemeinde Münster-Geschinen zusammen, die ihrerseits seit 2017 Teil der Munizipalgemeinde Goms ist.

## Bevölkerung
| Bevölkerungsentwicklung | Bevölkerungsentwicklung | Bevölkerungsentwicklung | Bevölkerungsentwicklung | Bevölkerungsentwicklung | Bevölkerungsentwicklung |
| ----------------------- | ----------------------- | ----------------------- | ----------------------- | ----------------------- | ----------------------- |
| Jahr                    | 1850                    | 1900                    | 1950                    | 2000                    | 2002                    |
| Einwohner               | 130                     | 88                      | 108                     | 65                      | 64                      |

## Persönlichkeiten
- Hildebrand Jost (1585–1638), Bischof von Sitten (1613–1638)
- Sebastian Weger, genannt Wäger Baschi (1759–1832), Säumer
- Benjamin Weger (* 1989), Schweizer Biathlet
- Jorinde Müller (* 1993), Freestyle-Skierin